# Arturo Armando Molina
Arturo Armando Molina Barraza (San Salvador, 6 de agosto de 1927 — 19 de julho de 2021) foi um político e militar salvadorenho, que serviu como Presidente de El Salvador de 1972 a 1977.
Serviu entre 1 de julho de 1972 e 1 de julho de 1977. A crise do petróleo de 1973 levou ao aumento dos preços dos alimentos e à redução da produção agrícola. Isso agravou a desigualdade socioeconômica existente no país, levando ao aumento da inquietação. Em resposta, Molina promulgou uma série de medidas de reforma agrária, exigindo que grandes propriedades fossem redistribuídas entre a população camponesa.
Molina era desconfiado pela oligarquia e pelos militares de direita, e era ressentido pela oposição de quem ele havia roubado o poder. Suas tentativas de silenciar a oposição incluíram a ocupação militar da Universidade de San Salvador, em 1972, bem como reprimir violentamente os protestos estudantis que eclodiram depois que fundos públicos foram usados para realizar o concurso de Miss Universo em San Salvador. Ele também supervisionou assassinatos de padres no país. Seu regime viu extrema polarização e violência no país. Seu mandato terminou em 1977 e depois ele deixou o país. Molina retornou a El Salvador em 1992.[carece de fontes?]
Morreu em 19 de julho de 2021 aos 93 anos.